# Phytoecia pustulata
Phytoecia pustulata är en skalbaggsart som först beskrevs av Franz Paula von Schrank 1776.  Phytoecia pustulata ingår i släktet Phytoecia, och familjen långhorningar. Arten har ej påträffats i Sverige.